# Tarfaya
Tarfaya (Arabisch: طرفاية, Berbers: ⵟⴰⵔⴼⴰⵢⴰ) is een havenstad in het zuiden van Marokko die haar naam deelt met de Tarfaya-strook, de zuidelijke regio van Marokko. Tarfaya heette Villa Bens tijdens de Spaanse kolonisatie. In de jaren 20 van de twintigste eeuw werd Tarfaya bekend doordat het bedrijf Aéropostale gebruik maakte van een landingsbaan in de buurt van de stad.

## Aéropostale
De industrieel Pierre Latécoère geloofde in de toekomst van de luchtvaart als middel van commercieel transport en communicatie. Aéroposotale, de Franse luchtvaartmaatschappij uit Toulouse waarvan Latécoère de oprichter was, streek in 1927 neer in Afrika. De industrieel wilde een netwerk van lijnvluchten uitbouwen.
Onder meer Didier Daurat, een oorlogspiloot en pionier in de luchtvaart, ging werken voor Aéropostale. De luchtvaart oefende in die tijd een enorme aantrekkingskracht uit op jonge mannen die grote ambities koesterden om de wereld te veroveren en uitbundig te leven.
Het vliegveld aan de Cap-Juby, vlak bij Tarfaya, was een belangrijke landingsplaats van l’Aéropostale. Antoine de Saint Exupéry werd er in 1927 benoemd tot leider. Hij verbleef er 18 maanden en onderhandelde met de weerspannige Moorse volksstammen over de vrijlating van gevangen gehouden piloten. In die periode schreef de Saint Exupéry zijn eerste roman, Courrier sud. Het duurde tot 1958 voordat Tarfaya en in het bijzonder Cap-Juby herenigd werden met Marokko.
Op 28 september 2004 werd een museum geopend dat tot stand werd gebracht door l’association Mémoire d’Aéropostale en gesteund door de stad Toulouse en Airbus. Het museum werd ingehuldigd door de luchtvaartjournalist Bernard Chabbert. Zijn vader werkte ook voor Aéropostale.

## Belgische ontwikkelingshulp
Het Belgische agentschap voor ontwikkelingssamenwerking doet in Tarfaya aan ontwikkelingshulp. Slechts een klein deel van het Marokkaanse huishoudelijk afvalwater wordt gezuiverd waardoor het water een bedreiging vormt voor het milieu en de volksgezondheid. De Belgische overheid engageerde zich om die achterstand in te halen. Er was al een wateronthardingsstation en een leidingnet voor drinkwater aangelegd in Tarfaya. Het Belgische agentschap voor ontwikkelingssamenwerking investeerde in 2003 een bedrag van 1.104.751 € voor de bouw van een gescheiden rioolstelsel, een opstuwingsstation en een opstuwingsleiding.
De realisatie en financiering van de drinkwaterprojecten verliep in samenwerking met het Office National de l'Eau Potable van Marokko. Het opzet van het project was de verontreiniging van het ondergrondse waterbekken tegen te gaan. De afwezigheid van een rioleringsnet in combinatie met een ondiep ondergronds waterbekken dat sterk verontreinigd was doordat het afval direct in zinkputten werd geloosd, vormde een ernstige bedreiging voor het nieuwe drinkwaternet en voor de volksgezondheid, vooral na regenperiodes.

## The Dash
Tarfaya is de eindbestemming van The Dash, een zeerace van 72 zeemijl van Lanzarote tot Tarfaya. De race laat zowel jachten, motorboten als schepen met meerdere scheepsrompen toe. Er wordt geracet met zowat alles waarmee je water kunt oversteken: ook kitesurfers en windsurfers doen mee aan de race.
Alle deelnemers worden verondersteld een directe donatie te doen aan L’Adaph in de vorm van kleding, rolstoelen, medicijnen of door te bieden op een van de veilingen die in het kader van het evenement worden gehouden. L’Adaph is een liefdadigheidsinstelling die is gevestigd in de Sahara. De organisatie helpt gehandicapte kinderen en volwassenen. Ook Surfaya (de windsurfschool in Tarfaya) en Friends of Tarfaya (een organisatie voor de ontwikkeling van Tarfaya) krijgen een deel van de opbrengst.
The Dash wordt georganiseerd door Youths United uit Lanzarote en gesteund door het Marokkaanse Ministerie van Toerisme. De Marokkaanse regering voorziet speciale activiteiten aan het eind van de race voor de deelnemers zoals een theegelegenheid en overnachting in de traditionele tenten van Bedoeïenen, animatie en een officieel diner.